# Cidades especiais da Coreia do Sul
Cidades especiais são divisões administrativas de primeiro nível da Coreia do Sul. Existem oito cidades com esse status no país: Busan, Daegu, Daejeon, Gwangju, Incheon, Sejong, Seul e Ulsan.

## Posição na hierarquia e tipos
As cidades especiais possuem o mesmo status de igualdade que as províncias. Existem três tipos de cidades de primeiro nível na Coreia do Sul.
| Tipo                     | Hangul     | Hanja      | RR                | Nome das cidades                               | Nº de cidades |
| ------------------------ | ---------- | ---------- | ----------------- | ---------------------------------------------- | ------------- |
| Cidade especial          | 특별시     | 特別市     | teukbyeol-si      | Seul                                           | 1             |
| Cidades metropolitanas   | 광역시     | 廣域市     | gwangyeok-si      | Busan, Daegu, Daejeon, Gwangju, Incheon, Ulsan | 6             |
| Cidade autônoma especial | 특별자치시 | 特別自治市 | teukbyeoljachi-si | Sejong                                         | 1             |

- Seul foi designada como "cidade livre especial" (teukbyeol jayusi; 특별자유시; 特別自由市) quando se separou da província de Gyeonggi em 15 de agosto de 1946; tornou-se "cidade especial" em 15 de agosto de 1949.[1]
- Cidades metropolitanas eram chamadas "cidades diretamente-administradas" (jikhalsi; 직할시; 直轄市) antes de 1995.

## Administração
Nas cidades especiais e metropolitanas da Coreia do Sul, o prefeito é o cargo de mais alta patente no comando. O prefeito é eleito diretamente pelo povo registrado na cidade, para um mandato de quatro anos.

## Lista de cidades especiais
| Nome    | Hangul | Hanja  | Tipo                     | ISO   | População  | [Área (km²) | Densidade (/km²) | Capital     | Região   | Província da qual se separou | Ano da separação |
| ------- | ------ | ------ | ------------------------ | ----- | ---------- | ----------- | ---------------- | ----------- | -------- | ---------------------------- | ---------------- |
| Busan   | 부산시 | 釜山市 | Cidade metropolitana     | KR-26 | 3.574.340  | 766         | 4.666            | Yeonje-gu   | Yeongnam | Gyeongsang do Sul            | 1963             |
| Daegu   | 대구시 | 大邱市 | Cidade metropolitana     | KR-27 | 2.512.604  | 884         | 2.842            | Jung-gu     | Yeongnam | Gyeongsang do Norte          | 1981             |
| Daejeon | 대전시 | 大田市 | Cidade metropolitana     | KR-30 | 1.442.857  | 540         | 2.673            | Seo-gu      | Hoseo    | Chungcheong do Sul           | 1989             |
| Gwangju | 광주시 | 光州市 | Cidade metropolitana     | KR-29 | 1.415.953  | 501         | 2.824            | Seo-gu      | Honam    | Jeolla do Sul                | 1986             |
| Incheon | 인천시 | 仁川市 | Cidade metropolitana     | KR-28 | 2.710.579  | 965         | 2.810            | Namdong-gu  | Sudogwon | Gyeonggi                     | 1981             |
| Sejong  | 세종시 | 世宗市 | Cidade autônoma especial | KR-?? | 122.263    | 465         | 380              | Hansol-dong | Hoseo    | Chungcheong do Sul           | 2012             |
| Seul    | 서울시 | 서울市 | Cidade especial          | KR-11 | 10.464.051 | 605         | 17.288           | Jung-gu     | Sudogwon | Gyeonggi                     | 1946             |
| Ulsan   | 울산시 | 蔚山市 | Cidade metropolitana     | KR-31 | 1.126.879  | 1,056       | 1.030            | Nam-gu      | Yeongnam | Gyeongsang do Sul            | 1997             |

- Notas: Não há hanja para "Seul", mas em chinês, é escrito pelo seu nome da Dinastia Joseon, Hanseong (韓城). O novo nome chinês, 首爾/首尔, é uma transcrição baseada na pronúncia de "Seul". Como sufixo, o caractere gyeong (京) é usado, que significa "capital".